# Імбі Паю
Імбі Паю (ест. Imbi Paju, 3 червня 1959, повіт Йигевамаа, Естонія) —  естонська письменниця, журналістка, сценаристка й режисер документальних фільмів, яка постійно працює у Фінляндії.

## Біографія
Навчалася у Вільяндіській академії культури Тартуського університету, у Тартуському музичному училищі імені Гейно Еллера і в Естонському гуманітарному інституті (зараз є частиною Талліннського університету). У 1990—1995 вивчала політологію в  Гельсінському університеті.
Працювала солісткою хору театру  «Ванемуйне» і змішаного хору Держтелерадіо Естонії, була співробітником різних телеканалів і газет в Естонії і  Фінляндії.
1999 Імбі Паю ініціювала і організувала проведення у своєму рідному селі Витіквере в повіті Йигевамаа щорічного Свята Книжки . Цей захід, що отримав назву «Книжкове село Витіквере» (ест. Võtikvere raamatuküla), проводиться у формі літературного салону просто неба. 2001 за організацію «Книжкового села Витіквере» і сприяння розвитку культурного життя регіону Президент Естонії Леннарт Мері нагородив Імбі Паю  Орденом Білої зірки.
2005 у Фінляндії Імбі Паю закінчила роботу над документальним фільмом «Знехтувані спогади» (фін. Torjutut muistot).
2006 фінською мовою вийшла однойменна книга, передмову до якої написав президент Естонії Тоомас Гендрік Ільвес. 2007 книжка «Знехтувані спогади»  видана  естонською мовою. Книга вийшла також шведською, англійською та німецькою мовами.
Імбі Паю є автором і режисером документального фільму «Сестри Фінської затоки» (фін. Suomenlahden sisaret), прем'єра якого відбулася 2009 . Пізніше на основі фільму був написаний документальний роман, виданий фінською, естонською і шведською мовами.
2009 у співавторстві з фінською письменницею Софі Оксанен Імбі Паю випустила у Фінляндії документальну збірку «За всім стояв страх», що складається зі статей різних авторів на тему російсько-большевицької окупації в  історії Естонії. 2010 збірка «За всім стояв страх» вийшла естонською мовою.
2011 - стала лауреатом 15-ї премії Згоди Фонду відкритої Естонії .
4 червня 2013 - на урочистій церемонії в Посольстві Фінляндської Республіки в Естонії Імбі Паю нагороджена Лицарським хрестом I класу  Ордена Лева Фінляндії.
Проживає як в Естонії, так і у Фінляндії.